# Oinophila v-flava
Oinophila v-flava är en fjärilsart som beskrevs av Adrian Hardy Haworth 1828. Oinophila v-flava ingår i släktet Oinophila och familjen äkta malar. Arten förekommer tillfälligt i Sverige, men reproducerar sig inte. Inga underarter finns listade i Catalogue of Life.